# Nsangou
Sa majesté Nsangou est le roi des Bamouns. Il règne de 1863 à 1889, étant ainsi le 16e monarque de cette communauté grassfields au Cameroun.

## Biographie

### Enfance, éducation et débuts
Nsangou grandit dans un royaume Bamoun de tradition animiste, non islamisé et non christianisé. Il grandit parmi d'autres enfants du roi Ngoungoure, dont Njikam, père de Mosé Yéyap. Ce dernier devient fervent chrétien, traducteur et proche des prêtres allemands de la Mission de Bâle.

### Carrière
Il est le roi des Bamouns de 1863 à 1889 (de 1860 à 1880 selon d'autres sources).
Il chasse l'usurpateur Ngounsso. Il a plusieurs épouses. Élisabeth Njapdounke a un fils avec lui, Ibrahim Njoya, qui deviendra roi des Bamouns.
Il est réputé avoir mené de nombreuses batailles contre ses voisins.
Tué lors d'une expédition militaire alors que son fils a 12 ans, Élisabeth Njapdounke le remplacera comme régente jusqu'à la majorité de Njoya.